# Laufbahnbefähigung
Laufbahnbefähigung ist ein Begriff des deutschen Beamtenrechts. Die folgenden Ausführungen beziehen sich auf Bundesbeamte. Die Laufbahnbefähigung wird erlangt durch einen prüfungsabhängigen (Abschluss eines fachspezifischen Vorbereitungsdienstes) oder prüfungsunabhängigen Erwerb (Aufstiegsverfahren oder Anerkennung). (§ 7 Bundeslaufbahnverordnung (BLV))
Jede Laufbahngruppe (einfacher Dienst, mittlerer Dienst, gehobener Dienst, höherer Dienst) hat unterschiedliche Bildungsvoraussetzungen. (§ 17 Abs. 2 Bundesbeamtengesetz (BBG)). Daneben werden als sonstige Voraussetzungen entweder die Ableistung eines fachspezifischen Vorbereitungsdienstes oder berufliche Vorkenntnisse bzw. Tätigkeiten gefordert.
Die Befähigung wird grundsätzlich einheitlich für die ganze Laufbahn erworben, nicht für einzelne Dienstposten oder Ämter, Gruppen davon oder sonst abgegrenzte Teile der Laufbahn. Ihr Erwerb setzt daher den Nachweis eines so umfassenden Standes der beruflichen Kenntnisse und Fähigkeiten voraus, dass der Bewerber nach Einarbeitung alle Funktionen des Eingangsamtes der Laufbahn wahrnehmen und bei entsprechender Bewährung die Beförderungsämter der Laufbahn ohne weitere Vor- oder Ausbildung oder außergewöhnliche Fortbildung ausfüllen kann.
Auch wenn in einer Laufbahn verschiedene Fachrichtungen zusammengefasst sind, für die unterschiedliche fachspezifische Vorbereitungsdienste bestehen, führt deren erfolgreicher Abschluss zur formellen Befähigung für die gesamte Laufbahn. So vermittelt beispielsweise sowohl der fachspezifische Vorbereitungsdienst für den gehobenen Archivdienst des Bundes als auch für den gehobener nichttechnischer Zolldienst des Bundes die Laufbahnbefähigung für den gehobener nichttechnischer Verwaltungsdienst. Eine Übersicht der eingerichteten fachspezifischen Vorbereitungsdienste mit der Zuordnung zur jeweiligen Laufbahn enthält Anlage 2 der BLV.
Den Beamten ist schriftlich mitzuteilen, dass sie die Befähigung für die Laufbahn besitzen, in die sie eingestellt, wechseln oder von einem anderen Dienstherrn versetzt werden sollen. (§ 16 Abs. 2 Satz 1 BBG). Neben der Laufbahnbefähigung müssen weitere Voraussetzungen vor einer Berufung in ein Beamtenverhältnis vorliegen, zum Beispiel die Wahrnehmung hoheitlicher Aufgaben.
Bachelorabschlüsse eröffnen grundsätzlich den Zugang zur Laufbahngruppe des gehobenen Dienstes, Masterabschlüsse zur Laufbahngruppe des höheren Dienstes. Die fachliche Zuordnung zu den konkreten Laufbahnen (z. B. höherer nichttechnischer Verwaltungsdienst, gehobener technischer Verwaltungsdienst) folgt im gehobenen und höheren Dienst der Zuordnung der Studiengänge zu den sogenannten Fächergruppen in der Hochschulstatistik des Statistischen Bundesamtes. Die Zuordnung von Abschlüssen zu einer Laufbahn des einfachen und mittleren Dienstes orientiert sich an der Schulstatistik und der Berufsstatistik. Eine Übersicht enthält Anlage 2 der Allgemeinen Verwaltungsvorschrift zur BLV. So kann ein Absolvent des Masterstudiengangs Maschinenbau nur die Befähigung für den technischen Verwaltungsdienst anerkannt werden, ein Absolvent der Politikwissenschaften nur für den nichttechnischen Verwaltungsdienst. Leistet ein Hochschulabsolvent nach seinem Studienabschluss einen Vorbereitungsdienst ab, so ist die Zuordnung des Vorbereitungsdienstes zu einer Laufbahn vorrangig vor der Zuordnung durch den Studiengang. Sollte einem Bachelorstudium ein nichtkonsekutives Masterstudium folgen, ist allein die Zuordnung des Masterstudiums maßgeblich.
Die Laufbahnbefähigung für den höheren nichttechnischen Verwaltungsdienst hat auch, wer die Befähigung zum Richteramt hat. (§ 21 Abs. 2 BLV)
Der Bundespersonalausschuss kann feststellen, dass die Befähigung für eine Laufbahn ohne die vorgeschriebene Vorbildung durch Lebens- und Berufserfahrung erworben wurde. (§ 19 BBG)
Das Verfahren nach § 27 für besonders leistungsstarke Beamte stellt keinen Aufstieg in eine höhere Laufbahngruppe dar. Eine Laufbahnbefähigung für die höhere Laufbahn wird nicht erworben.